# 3462 Zhouguangzhao
3462 Zhouguangzhao (1981 UA10) là một tiểu hành tinh vành đai chính được phát hiện ngày 24 tháng 10 năm 1981 bởi Đài thiên văn Tử Kim Sơn ở Nanking.